# Juan Emar
Œuvres principales
- Umbral
- Diez
- Miltín 1934

Compléments
études en Académie de la Grande Chaumière
Álvaro Yáñez Bianchi, mieux connu sous le pseudonyme de Juan Emar ou Jean Emar (Santiago de Chile, 13 novembre 1893 - Santiago, 8 avril 1964) était un écrivain, critique d'art et peintre chilien, le plus grand représentant local de l'avant-garde littérature des années 1920 et 1930 dans le genre narratif, et membre du collectif chilien d'artistes plasticiens Grupo Montparnasse. Ses œuvres les plus remarquables sont le recueil de nouvelles Diez (1937) et les romans courts Ayer, Un año et Miltín-1934 (tous publiés en 1935). Après l'indifférence du public et de la critique envers ses livres, l'auteur disparaît de la scène artistique et se consacre presque exclusivement à l'écriture du vaste roman Umbral. Ce sont cinq gros volumes, totalisant des milliers de pages écrites sur des décennies et qui selon leur auteur "traitent de tout et de rien". Suivant peut-être la tradition du Yoknapatawpha de William Faulkner et préfigurant le Comala de Juan Rulfo et le Macondo de Gabriel Garcia Márquez, Juan Emar a développé ses récits, surréalistes, allégoriques et de déconstruction des formes narratives, dans un miroir apparent du Santiago de cette époque, appelée San Agustín de Tango, dont il a même a contribué à des plans dans ses travaux, qui incluent des institutions telles qu'une Prison Catholique et une Union de Laboratoires Pour L'Immense Avenir ("Unión Laboratorista pro Inmenso Futuro"), dont les activités ne sont pas claires. Le pseudonyme Juan Emar vient de l'expression française "j'en ai marre".

## Autres écrivains chiliens sur Juan Emar
- Pablo Neruda: "Mon partenaire Juan Emar recevra ce qui n'est pas radin ici: le posthume".
- Pablo Neruda: "Maintenant que les foules se gargarisent de Kafka, voilà notre Kafka ».
- Alejandro Jodorowsky: "Que comprendraient-ils de son récit! Il y avait le fou Juan Emar qui créait la vraie prose chilienne. Vous devez commencer à partir de maintenant, même si personne ne l'a lu".
- Enrique Lihn: "Chez Emar, il y a une littérature qui intègre et désintègre le genre narratif. (...) Il y a une opération subversive avec la règle du jeu et son écriture devient véritablement un jeu, une orgie du roman".

## Travaux littéraires
Éditions en espagnol:

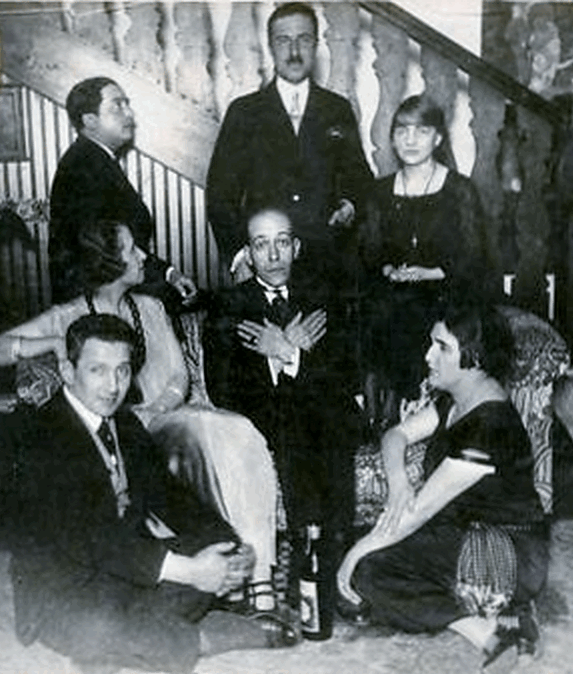
Juan Emar, au centre entouré de : (Au sol) Luis Vargas Rosas (peintre) et Mina Yañez (épouse d'Emar). (Debout) Joaquín Edwards Bello (écrivain); Henri Hoppenot (diplomate français) et Sara Malvar (peintre).

- Ayer: Zig-Zag, Santiago, 1935 et 1985. Lom, Santiago, 1998. Mago, Santiago, 2009. Final Abierto. Buenos Aires, 2010.
- Un año: Zig-Zag, Santiago, 1935. Sudamericana, Santiago, 1996. Tajamar, Santiago, 2008. Barataria, Barcelona, 2009.
- Miltín 1934: Zig-Zag, Santiago, 1935. Dolmen. Santiago, 1997. Pehuén, Santiago, 2010 (fragment). Mago, 2011.
- Diez: Ercilla - Zig-Zag. Santiago, 1937. Universitaria. Santiago, 1971; 1977. Tajamar, Santiago, 2006. Mansalva. Buenos Aires, 2010. Mago, Santiago, 2011. Libros de la Ballena, UAM. Madrid, 2014.
- Umbral: Carlos Lolhé, Buenos Aires, 1977 (Tome I: Primer Pilar. El Globo de Cristal). Dibam, Santiago, 1996 (les cinq tomes).
- Cavilaciones: La Pollera, Santiago, 2014.
- Amor: La Pollera, Santiago, 2014.
- Regreso: La Pollera, Santiago, 2015.

Traduction française:
- Un an suivi de Hier: La Differénce, París, 1992.

## Travail graphique
- Juan Emar. Serie de los ventrudos madibulares (Dic. ’46), La parola gelate, 1988, Roma.
- Armonía: eso es todo. Dibam, 2008, Santiago.
- Don Urbano: dibujos inéditos de Juan Emar. Dedal de Oro, 2011, S. José de Maipo (Chili).

### Ouvrages
- Adriana Castillo de Berchenko, Une écriture en paliers : texte et intertexte dans "Chuchezuma" de Juan Emar, Éditions l'Harmattan , 1994.
- Alejandro Canseco-Jerez, L'avant-garde littéraire chilienne et ses précurseurs: poétique et réception des oeuvres de Juan Emar et de Vicente Huidobro en France et au Chili, Éditions l'Harmattan , 1994.
- Alejandro Canseco-Jerez, Juan Emar: estudio (en espagnol), Ediciones Documentas, 1989.
- Patricia Lizama A., Jean Emar y el arte moderno en Chile: La Nación (1923-1927) (en espagnol), Alquimia Ediciones.
- Soledad Traverso, Juan Emar, la angustia de vivir con el dedo de Dios en la nuca (en espagnol), Archivo del Escritor , 1999.

- José Luis Fernández Pérez. Vicente Huidobro, Juan Emar – Vanguardia en Chile (en espagnol). Editorial Santillana. Santiago, 1998.